# فيليم دي سيتر
فيليم دي سيتر (بالهولندية: Willem de Sitter)‏ (6 مايو 1872 – 20 نوفمبر 1934) هو رياضي وفيزيائي وعالم فلك هولندي.

## الحياة والعمل
ولد دي سيتر في سنيك، ودرس الرياضيات في جامعة خرونينغن وانضم بعد ذلك إلى مختبر خرونينغن الفلكي. عمل في المرصد الملكي، رأس الرجاء الصالح في جنوب أفريقيا من عام 1897 حتى 1899. ثم في عام 1908 تم تعيين دي سيتر كرئيس قسم علم الفلك في جامعة ليدن. وقد كان المشرف على مرصد ليدن من عام 1919 حتى وفاته.
قدم دي سيتر مساهمات كبيرة في مجال علم الكون الفيزيائي. شارك دي سيتر في كتابة ورقة بحث مع ألبرت اينشتاين عام 1932 والتي جادلا فيها بأنه قد تكون هناك كميات كبيرة من المادة والتي لا ينبعث منها الضوء، الآن يشار إليها بالمادة المظلمة. كما أنه جاء بمفهوم فضاء دي سيتر وكون دي سيتر، وهو حل لنظرية النسبية العامة لأينشتاين حيث لا يوجد فيه مادة وثابت كوني موجب. هذا يؤدي إلى كون فارغ ومُتسع أسياً. كان دي سيتر أيضاً مشهور لبحثه حول كوكب المشتري.

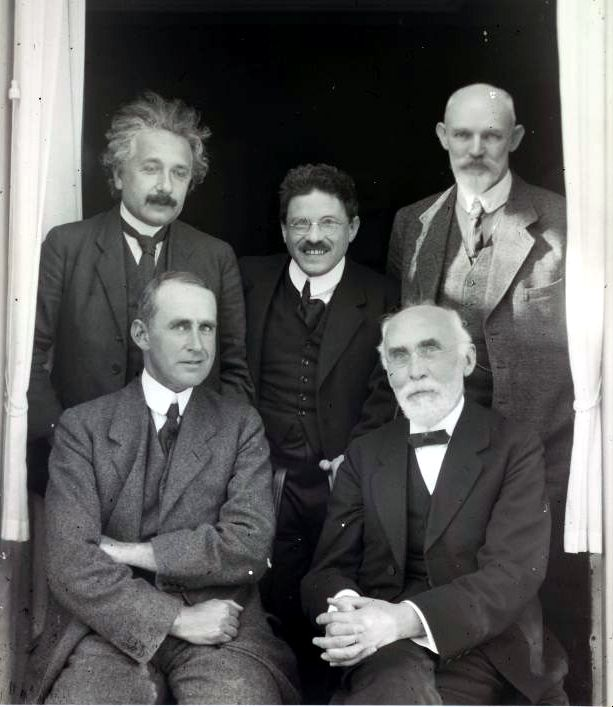
أينشتاين، إهرنفست، دي سيتر، إدنغتون ولورنتس في ليدن (1923)

مات فيليم دي سيتر بعد فترة وجيزة من مرضه في نوفمبر عام 1934.